# Metacnephia
Metacnephia is een muggengeslacht uit de familie van de kriebelmuggen (Simuliidae).

## Soorten
- M. amphora Ladle & Bass, 1975
- M. blanci (Grenier  & Theodorides, 1953)
- M. borealis (Malloch, 1919)
- M. breevi (Rubtsov, 1956)
- M. danubica (Rubtsov, 1956)
- M. freytagi (DeFoliart and Peterson, 1960)
- M. fuscipes (Fries, 1824)
- M. jeanae (DeFoliart and Peterson, 1960)
- M. korsakovi (Rubtsov, 1956)
- M. lyra (Lundstrom, 1911)
- M. nuragica Rivosecchi, Raastad & Contini, 1975
- M. pallipes (Fries, 1824)
- M. ramificata (Rubtsov, 1956)
- M. saileri (Stone, 1952)
- M. sardoa (Rivosecchi & Contini, 1965)
- M. saskatchewana (Shewell and Fredeen, 1958)
- M. sommermanae (Stone, 1952)
- M. tredecimata (Edwards, 1920)
- M. uzunovi Kovachev, 1985
- M. villosa (DeFoliart and Peterson, 1960)